# Smicridea appendicula
Smicridea appendicula är en nattsländeart som beskrevs av Oliver S. Flint Jr. 1974. Smicridea appendicula ingår i släktet Smicridea och familjen ryssjenattsländor. Inga underarter finns listade i Catalogue of Life.